# Jairo Suárez
Jairo Andrés Suárez Carvajal (Bogotà, 24 marzo 1985) è un ex calciatore colombiano, di ruolo difensore.

## Carriera

### Club
Ha giocato nella massima serie colombiana e nella Indian Super League.